# TV SLO 2
TV SLO 2 (o TV Slovenija 2) è il secondo canale televisivo della RTV Slovenija, che si concentra su spettacoli più specializzati rivolti a un pubblico più ristretto, sitcom e un'ampia gamma di spettacoli sportivi in diretta.

## Loghi

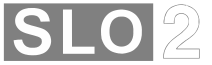
1992-1997
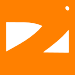
1997-2001
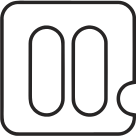
2001-2007
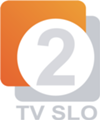
2007-2012
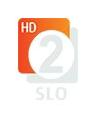
2007-2012 (HD)
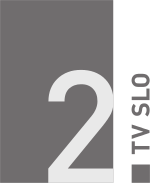
In uso dal 2012